# Calendário de santos (Igreja Episcopal Anglicana do Brasil)
O Calendário de santos da Igreja Episcopal Anglicana do Brasil segue a tradição da Igreja Episcopal dos Estados Unidos, que por sua vez tem suas origens na Igreja da Inglaterra e no antigo calendário hagiológico da Igreja Católica. A Igreja comemora muitos santos que também são comemorados pelo catolicismo, a maioria deles no mesmo dia, mas também comemora vários cristãos pós-Reforma notáveis que não foram canonizados por Roma, em especial aqueles de origem brasileira.
O único anglicano canonizado de maneira formal pela Igreja da Inglaterra desde a Reforma foi São Carlos, o Mártir (Rei Charles I), mas ele não é considerado como um santo pelos anglicanos, com exceção daqueles que fazem parte da Sociedade de Rei Charles o Mártir. A Comunhão Anglicana não possui um mecanismo de canonização e, ao contrário da Igreja Católica, não afirma o status celestial das pessoas que são comemoradas neste calendário. Por esta razão, evita-se o uso do título "santo" em referência aos indivíduos não-canonizados. Para não discriminar as pessoas dos períodos pré e pós-Reforma, o termo "santo" não é usado em momento algum no calendário, mesmo para se referir àqueles que são conhecidos por este título, como os apóstolos.
Não há um único calendário para as diversas igrejas nacionais que compõem a Comunidade Anglicana; cada uma elabora seu próprio calendário. Assim sendo, o calendário abaixo apresenta uma série de figuras importantes para a história do Brasil, como Zumbi dos Palmares, Sepé Tiaraju, Irmã Dulce e Chico Mendes. Ao mesmo tempo, algumas figuras importantes de outras igrejas anglicanas também estão presentes no calendário, assim como personagens de outras fés cristãs. A edição mais recente do calendário da Igreja Episcopal Anglicana do Brasil procurou equilibrar o número de homens e mulheres homenageados.
Abaixo, há a edição mais recente do calendário (2015), que também está disponível no Livro de Oração Comum.
As datas comemoradas são divididas em festas principais, festivais e festas menores (ou comemorações). Para não gerar dúvida com relação às figuras não-canonizadas, todas elas são celebradas em festas menores, cuja observação é opcional. As festas principais encontram-se em negrito e caixa alta, enquanto os festivais estão em negrito e as festas menores em texto simples.

## Festas móveis
- Primeiro domingo após a Epifania: BATISMO DE NOSSO SENHOR JESUS CRISTO
- Primeira quarta-feira 46 dias antes da Páscoa: Quarta-feira de Cinzas
- Quinta-feira antes da Páscoa: Quinta-feira Santa
- Sexta-feira antes da Páscoa: Sexta-feira da Paixão
- 22 de março—25 de abril: PÁSCOA
- Quadragésimo dia do Tempo Pascal: ASCENSÃO DE NOSSO SENHOR JESUS CRISTO
- 50 dias após a Páscoa: PENTECOSTES
- Primeiro domingo após Pentecostes: SANTÍSSIMA TRINDADE
- Domingo anterior ao Advento: CRISTO REI DO UNIVERSO

## Janeiro

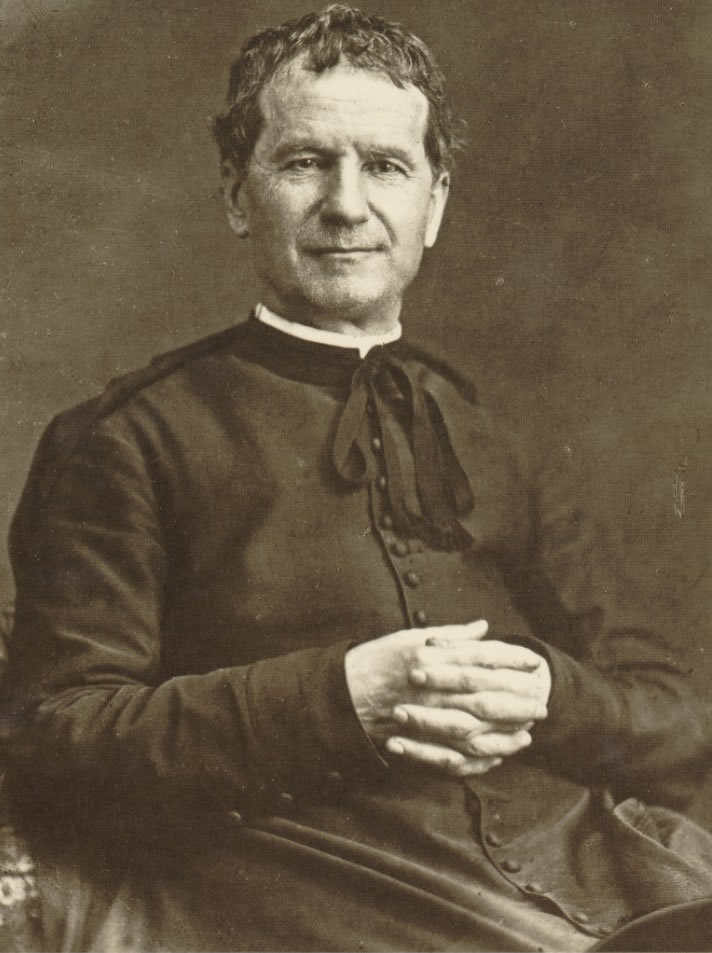
João Bosco

- 1°: SANTO NOME E CIRCUNCISÃO DE NOSSO SENHOR JESUS CRISTO
- 2: Basílio Magno e Gregório Nazianzeno, Bispos e Doutores da Igreja, 379 e 389
- 6: EPIFANIA DE NOSSO SENHOR JESUS CRISTO
- 10: William Laud, Arcebispo de Cantuária e Mártir da Fé, 1645
- 13: Hilário de Poitiers, Bispo e Mestre na Fé, 367
- 17: Antão do Egito, Ermitão e Abade, 356
- 18: Confissão de Pedro Apóstolo
- 20: Fabiano, Bispo e Mártir, 250
- 21: Agnes de Roma, Mártir da Fé, 304
- 22: Vicente de Saragoça, Diácono e Mártir da Fé, 304
- 23: Sumio Takatsu, Bispo da IEAB e Mestre na Fé, 2004
- 24: Francisco de Sales, Bispo e Mestre na Fé, 1622
- 25: Conversão de Paulo Apóstolo
- 26: Timóteo, Tito e Silas, Companheiros de Paulo Apóstolo
- 27: João Crisóstomo, Bispo, Liturgista e Mestre na Fé, 407
- 27: Lídia, Dorcas e Febe, Sustentadoras da Missão
- 28: Tomás de Aquino, Sacerdote e Mestre na Fé, 1274
- 29: André Rublev, Monge e Iconógrafo, 1430
- 30: Carlos Stuart, Mártir da Fé, 1649
- 31: João Bosco, Sacerdote e Educador, 1888

## Fevereiro

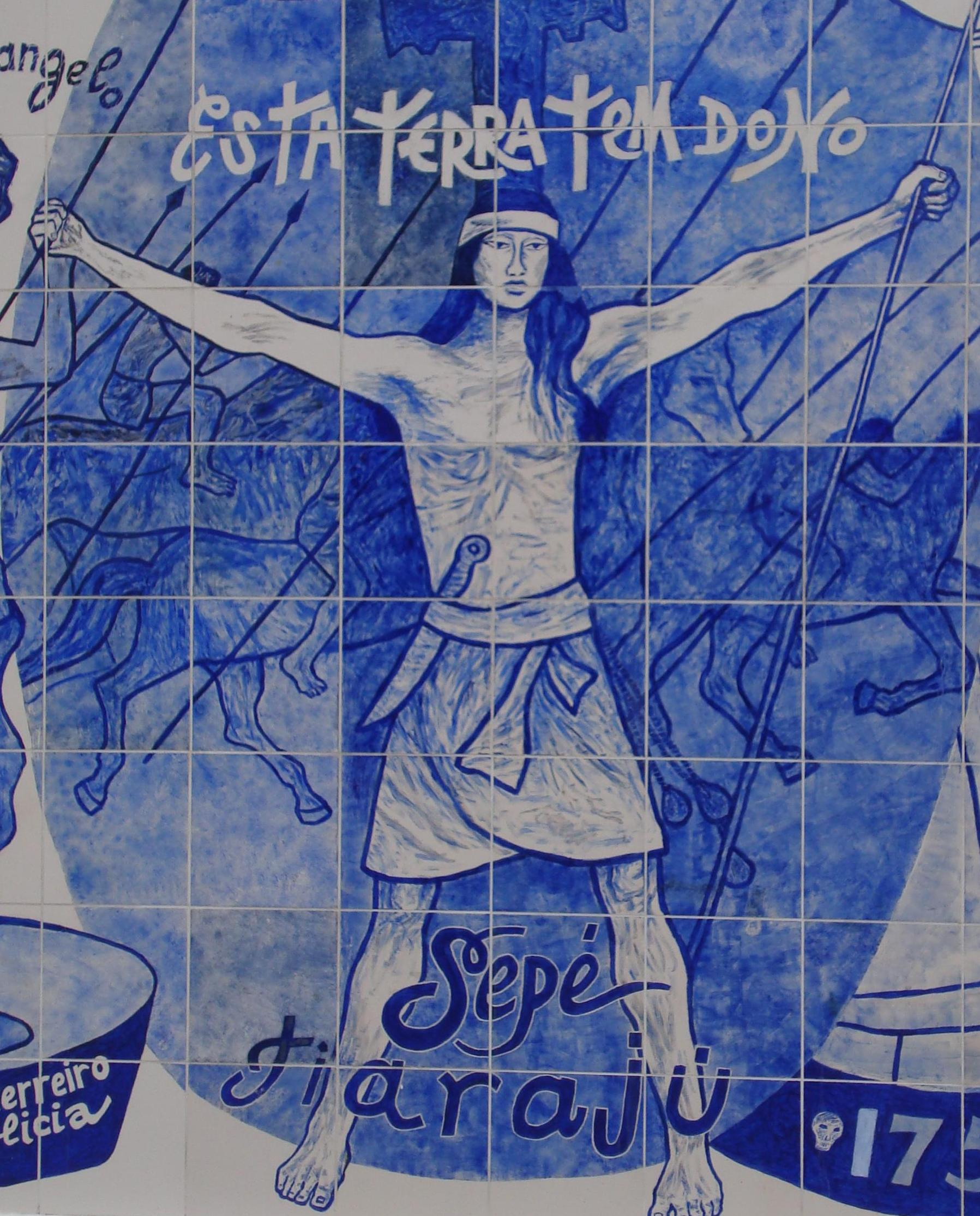
Sepé Tiaraju

- 1°: Brígida de Kildare, Religiosa, c.525
- 2: APRESENTAÇÃO DE NOSSO SENHOR JESUS CRISTO NO TEMPLO
- 3: Ansgário de Hamburgo, Missionário, 865
- 4: Cornélio, o Centurião, século I
- 6: Mártires do Japão, 1597
- 7: Sepé Tiaraju, Testemunha Profética, 1756
- 10: Escolástica, Religiosa, c.543
- 12: Dorothy Mae Stang, Religiosa e Mártir da Caridade na Amazônia, 2005
- 13: Absalom Jones, Primeiro Sacerdote Afrodescendente na Comunhão Anglicana, 1818
- 14: Cirilo e Metódio, Monges e Bispos, Missionários, 869 e 885
- 14: Valentino, Mártir da Fé, c.269
- 15: Thomas Bray, Sacerdote e Missionário, 1730
- 17: Janani Luwum, Arcebispo e Mártir da Caridade, 1977
- 18: Martinho Lutero, Reformador, 1546
- 23: Policarpo de Esmirna, Bispo e Mártir da Fé, c.156
- 24: Matias, o Apóstolo
- 26: Florence Li Tim-Oi, Sacerdote e Testemunha Profética, 1992
- 27: George Herbert, Sacerdote e Poeta, 1633

## Março
- 1°: Davi de Gales, Bispo, c.601
- 2: Chad de Lichfield, Bispo, 672

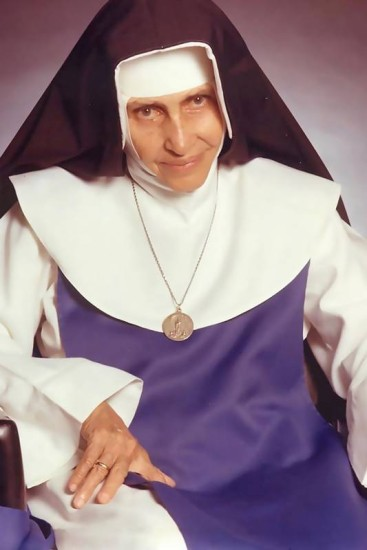
Irmã Dulce

- 3: John e Charles Wesley, Sacerdotes e Reformadores, 1791, 1788
- 7: Perpétua e Felicidade, Mártires da Fé, 202
- 8: Carman Wolff Hunter, Missionária e Educadora, 2000
- 9: Gregório de Níssa, Bispo e Mestre na Fé, 394
- 9: Olavo Ventura Luiz, Bispo Primaz da IEAB, 1993
- 12: Gregório Magno, Bispo de Roma, 604
- 13: James Theodore Holly, Bispo, Missionário e Testemunha Profética, 1911
- 13: Dulce dos Pobres, Freira, Missionária e Testemunha Profética, 1992
- 17: Patrício, Bispo e Missionário, c.460
- 18: Cirilo, Bispo e Mestre na Fé, 386
- 19: José de Nazaré
- 20: Cuthbert de Lindisfarne, Bispo e Missionário, 687
- 20: Thomas Ken, Bispo e Músico, 1711
- 21: Thomas Cranmer, Arcebispo de Cantuária, Reformador e Mártir da Fé, 1556
- 24: Óscar Romero, Arcebispo e Mártir da Caridade, 1980
- 25: ANUNCIAÇÃO DE NOSSO SENHOR JESUS CRISTO À BEM-AVENTURADA VIRGEM MARIA
- 27: Charles Henry Brent, Bispo das Filipinas e Nova Iorque, Missionário e Ecumenista, 1929
- 29: John Keble, Sacerdote e Reformador, 1866
- 31: John Donne, Sacerdote e Poeta, 1631

## Abril

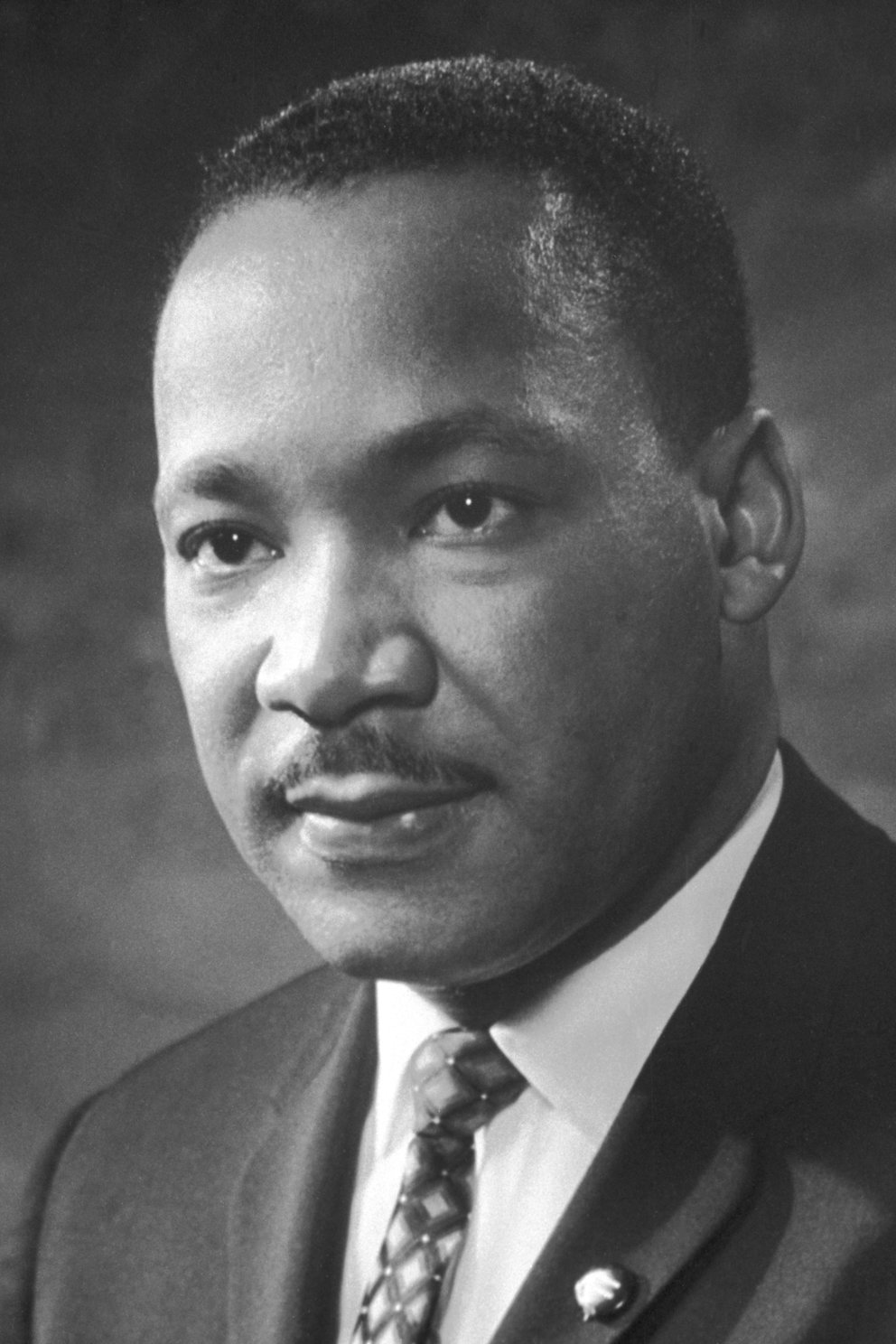
Martin Luther King

- 1°: Frederick Denison Maurice, Sacerdote e Mestre na Fé, 1872
- 2: Richard de Chichester, Bispo, 1253
- 4: Martin Luther King, Líder Comunitário e Mártir da Fé, 1968
- 5: Pandita Mary Ramabai, Missionária, 1922
- 9: Dietrich Bonhoeffer, Mestre na Fé e Mártir da Fé, 1945
- 10: William Law, Sacerdote e Mestre na Fé, 1761
- 12: Nilde Cunha (Ir. Maria), Sacerdote e Religiosa, 2002
- 21: Anselmo, Arcebispo de Cantuária e Mestre na Fé, 1109
- 22: Mary Packard, Missionária, 1940
- 23: Jorge, Mártir da Fé, c.304
- 24: Sete Mártires da Irmandade Melanésia, Mártires da Fé, 2003
- 25: Marcos, o Evangelista
- 29: Catarina de Sena, Professora na Fé, 1380

## Maio
- 1°: Felipe e Tiago¹, apóstolos

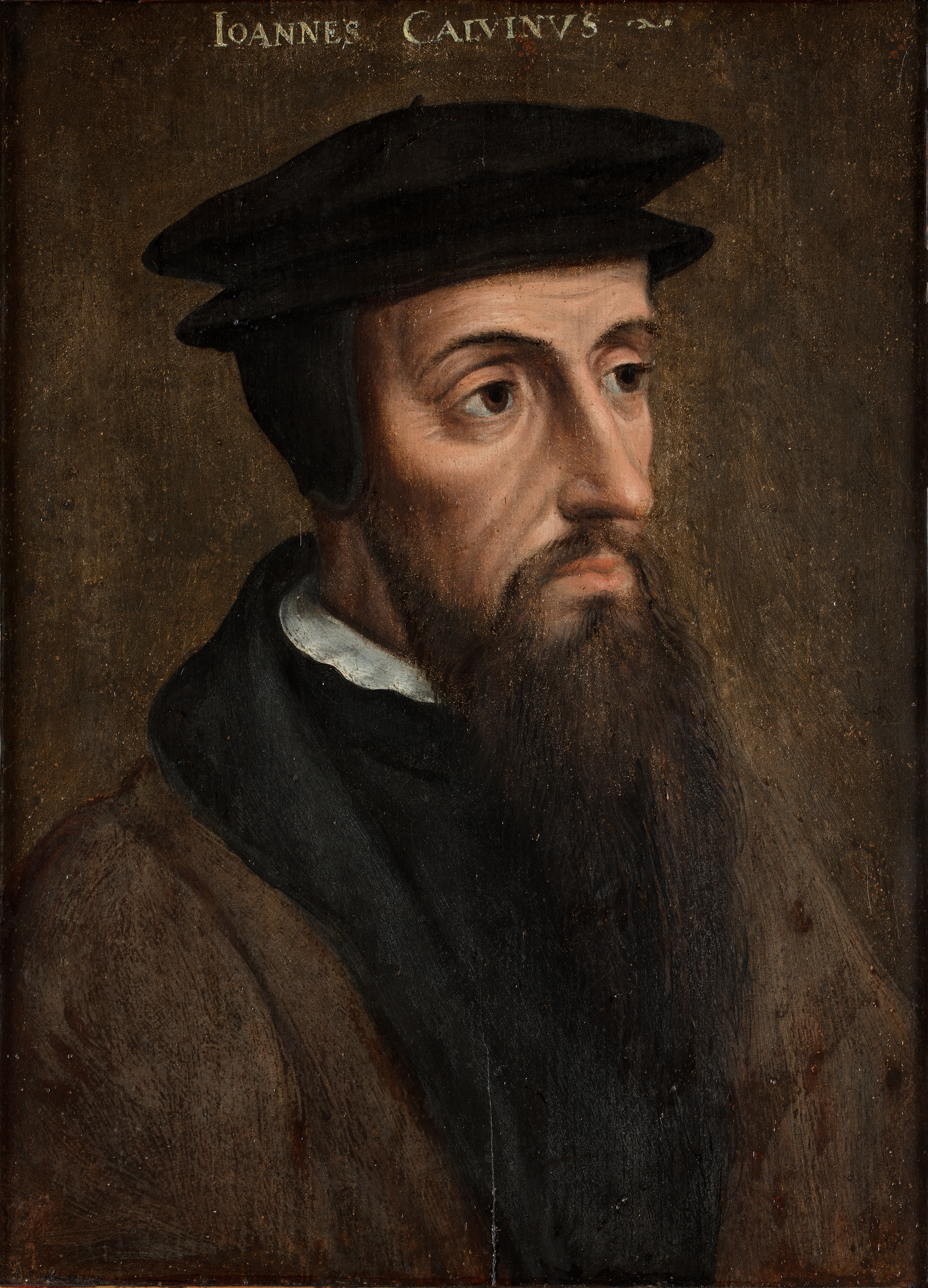
João Calvino

- 2: Atanásio de Alexandria, Bispo, 373
- 4: Mônica, Sustentadora da Missão, 387
- 5: Primeira Ordenação Feminina na Igreja Episcopal Anglicana do Brasil, 1985
- 8: Juliana de Norwich, Religiosa e Mística, c.1417
- 16: Mártires do Sudão, 1983-2005
- 19: Dunstano, Abade e Arcebispo de Cantuária, 988
- 20: Alcuíno de York, Diácono e Mestre na Fé, 804
- 21: Helena, Sustentadora da Missão, 330
- 25: Venerável Beda, Monge e Historiador, 735
- 26: Agostinho de Cantuária, Primeiro Arcebispo de Cantuária, 605
- 27: João Calvino, Reformador, 1564
- 28: Lanfranco, Prior, Arcebispo de Cantuária e Mestre na Fé, 1089
- 31: Visitação da Bem-Aventurada Virgem Maria

¹ Tiago também pode ser comemorado de maneira individual em 23 de outubro.

## Junho

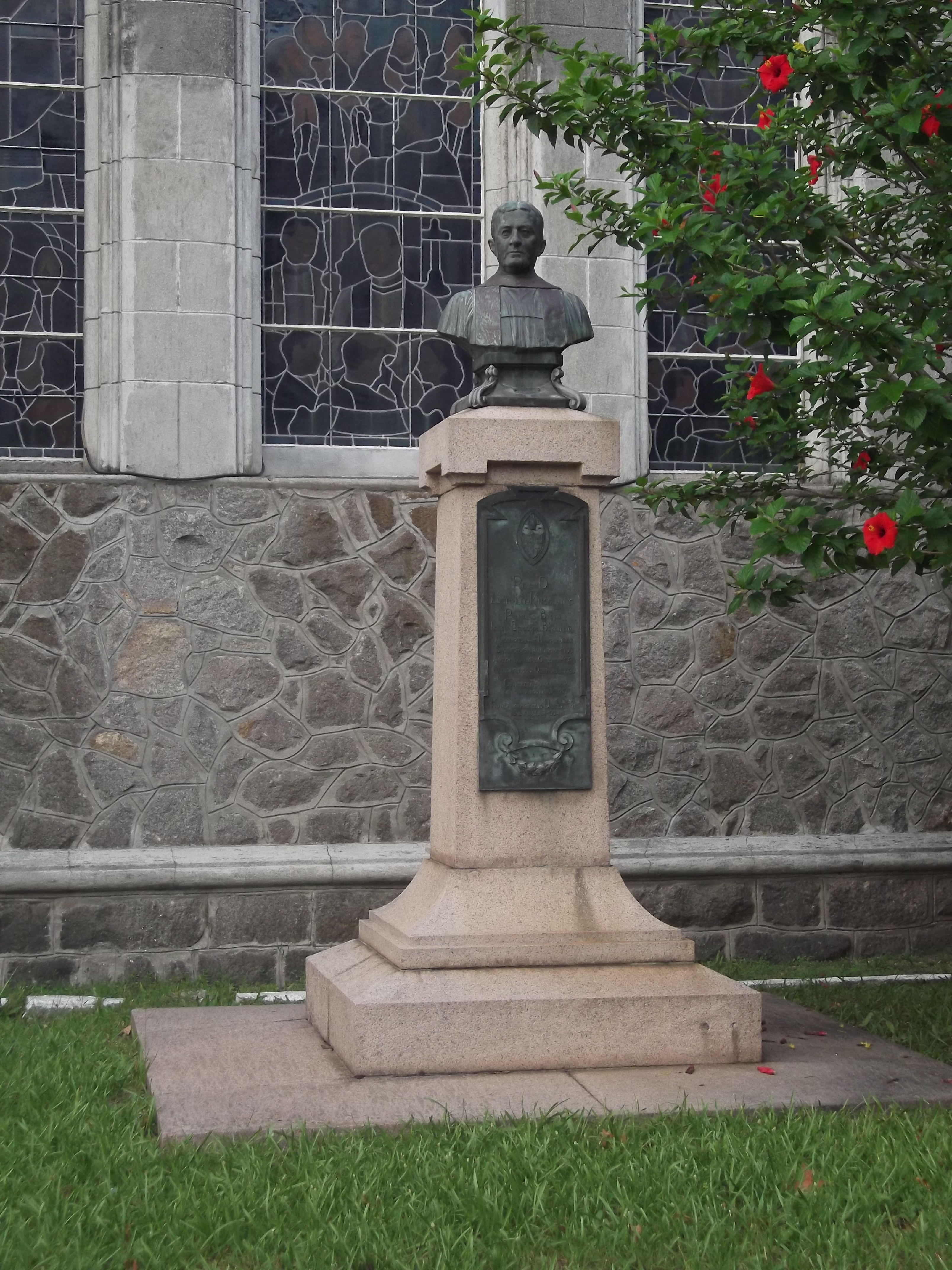
Busto de Lucien Lee Kinsolving na Igreja do Salvador em Rio Grande.

- 1°: Primeiro Culto da Igreja Episcopal Anglicana do Brasil, 1890
- 1°: Justino de Roma, Mártir da Fé, c.167
- 2: Mártires de Lyon, Mártires da Fé, 177
- 2: James Watson Morris, Sacerdote da IEAB e Missionário, 1954
- 3: Mártires de Uganda, século XIX
- 3: Lucien Lee Kinsolving, Primeiro Bispo Residente da IEAB e Missionário, 1929
- 4: João XXIII (Angelo Giuseppe Roncalli), Papa e Reformador, 1963
- 4: Isabel de Portugal, Testemunha Profética, 1336
- 4: William Cabell Brown, Bispo da IEAB e Missionário, 1927
- 5: John Gaw Meem, Sacerdote da IEAB e Missionário, 1921
- 6: Américo Vespúcio Cabral, Sacerdote da IEAB e Missionário, 1937
- 7: Antônio Machado Fraga, Sacerdote da IEAB e Missionário, 1934
- 8: Vicente Brande, Sacerdote da IEAB e Missionário, 1940
- 9: Columba, Abade de Iona e Missionário, 597
- 9: Efrém da Síria, Diácono, Músico e Mestre na Fé, 373
- 11: Barnabé, o Apóstolo
- 12: Enmegahbowh, Primeiro Sacerdote Indígena na Comunhão Anglicana, 1902
- 13: Antônio de Lisboa, Frade, Sacerdote e Mestre na Fé, 1231
- 15: Evelyn Underhill, Mística e Mestre na Fé, 1941
- 18: Bernard Mizeki, Catequista e Mártir na Rodésia, 1896
- 22: Albano, Primeiro Mártir nas Ilhas Britânicas, c.250
- 24: Natividade de João Batista
- 27: Cirilo de Alexandria, Bispo e Mestre na Fé, 444
- 28: Irineu de Lyon, Bispo e Mestre na Fé, c.200
- 28: Egmont Machado Krischke, Primeiro Bispo Primaz da IEAB e Mestre na Fé, 1971
- 29: Pedro e Paulo, Apóstolos
- 30: Jaci Correia Maraschin, Sacerdote da IEAB, Músico e Mestre na Fé, 2009

## Julho

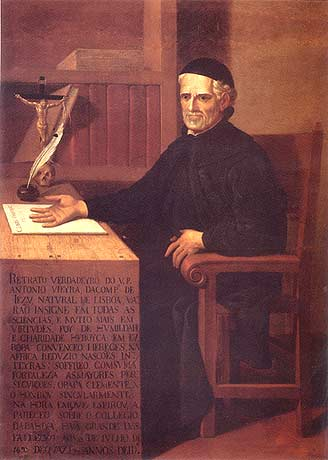
Antônio Vieira

- 6: Jan Hus, Reformador e Mártir da Fé, 1415
- 6: Thomas More, Mártir da Fé, 1535
- 6: Plínio Lauer Simões, Bispo da IEAB e Incentivador da Ordenação Feminina na IEAB, 1994
- 9: Mártires da China, século XVIII e XIX
- 11: Bento de Núrsia, Abade de Montecassino, c.550
- 15: Boaventura, Frade e Mestre na Fé, 1274
- 17: William White, Bispo da Pensilvânia, 1836
- 18: Antônio Vieira, Sacerdote e Testemunha Profética, 1697
- 19: Macrina, Freira e Mestre na Fé, 379
- 20: Margarida de Antioquia, Mártir, século IV
- 20: Bartolomeu de las Casas, Bispo, Frade e Missionário, 1566
- 22: Maria Madalena, a Apóstola
- 23: Brígida da Suécia, Mística e Abadessa, 1373
- 24: Thomas Kempis, Sacerdote, 1471
- 25: Tiago, o Apóstolo
- 26: Ana e Joaquim, mãe e pai da Bem-Aventurada Virgem Maria
- 27: William Reed Huntington, Sacerdote e Propositor do Quadrilátero de Lambeth, 1909
- 29: Maria, Marta e Lázaro, Sustentadores da Missão
- 30: William Wilberforce, Testemunha Profética, 1833
- 31: José de Arimateia, Sustentador da Missão
- 31: Inácio de Loyola, Sacerdote e Reformador, 1556

## Agosto

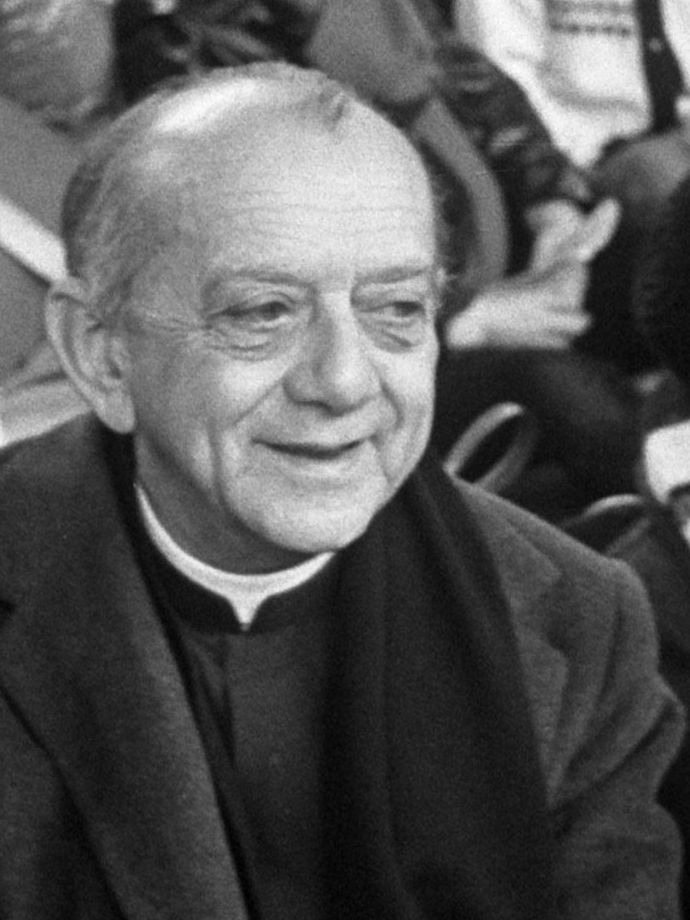
Hélder Câmara

- 4: Jean-Baptiste Vianney, Sacerdote e Místico, 1859
- 6: TRANSFIGURAÇÃO DE NOSSO SENHOR JESUS CRISTO
- 7: João Yasoji Ito, Sacerdote da IEAB e Missionário, 1969
- 8: Domingos de Gusmão, Sacerdote e Frade, 1221
- 10: Lourenço, Diácono e Mártir da Fé, 258
- 11: Clara de Assis, Abadessa e Mística, 1253
- 13: Florence Nightingale, Testemunha Profética, 1910
- 15: Bem-Aventurada Virgem Maria
- 20: Bernardo de Claraval, Abade e Mestre na Fé, 1153
- 20: Jonathan Myrick Daniels, Mártir da Caridade e Defensor de Direitos Civis, 1965
- 24: Bartolomeu, o Apóstolo
- 27: Hélder Câmara, Bispo e Testemunha Profética, 1999
- 28: Agostinho de Hipona, Bispo e Mestre na Fé, 430
- 29: Martírio de João Batista
- 29: Athalício Theodoro Pithan, Primeiro Bispo Brasileiro da Comunhão Anglicana e Missionário, 1966
- 31: Edano de Lindisfarne, Bispo e Missionário, 651

## Setembro

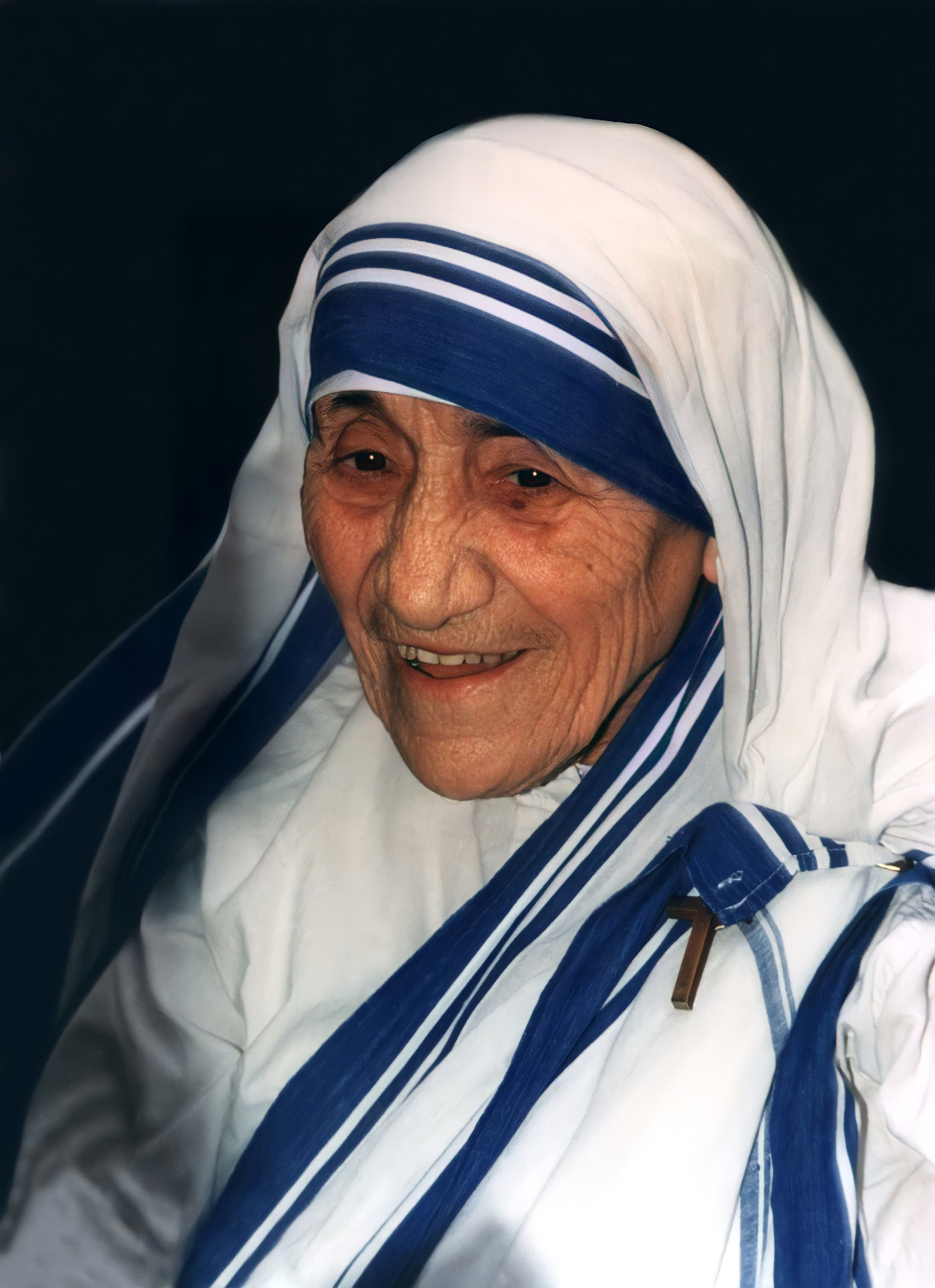
Teresa de Calcutá

- 2: Mártires da Nova Guiné, século XX
- 5: Teresa de Calcutá, Madre e Liderança Profética, 1997
- 7: Dia da Pátria
- 8: Natividade da Bem-Aventurada Virgem Maria
- 9: Constância e Mártires de Memphis, Mártires da Caridade, 1878
- 14: Santa Cruz
- 15: Cipriano de Cartago, Mártir, 258
- 16: Ninian, Bispo e Missionário na Escócia, c.432
- 16: Edward Bouverie Pusey, Sacerdote e Reformador, Líder do Movimento de Oxford, 1882
- 17: Hildegarda de Bingen, Madre, Mística e Mestre na Fé, 1170
- 19: Teodoro de Tarso, Arcebispo de Cantuária, 690
- 20: John Coleridge Patteson, Bispo da Melanésia, e seus companheiros, Missionários e Mártires da Fé, 1871
- 21: Mateus, Apóstolo e Evangelista
- 25: Lancelot Andrewes, Bispo de Winchester e Mestre na Fé, 1626
- 27: Vicente de Paulo, Sacerdote e Missionário, 1660
- 29: Arcanjo Miguel e Todos os Anjos
- 30: Jerônimo, Sacerdote, Monge em Belém e Mestre na Fé, 420

## Outubro

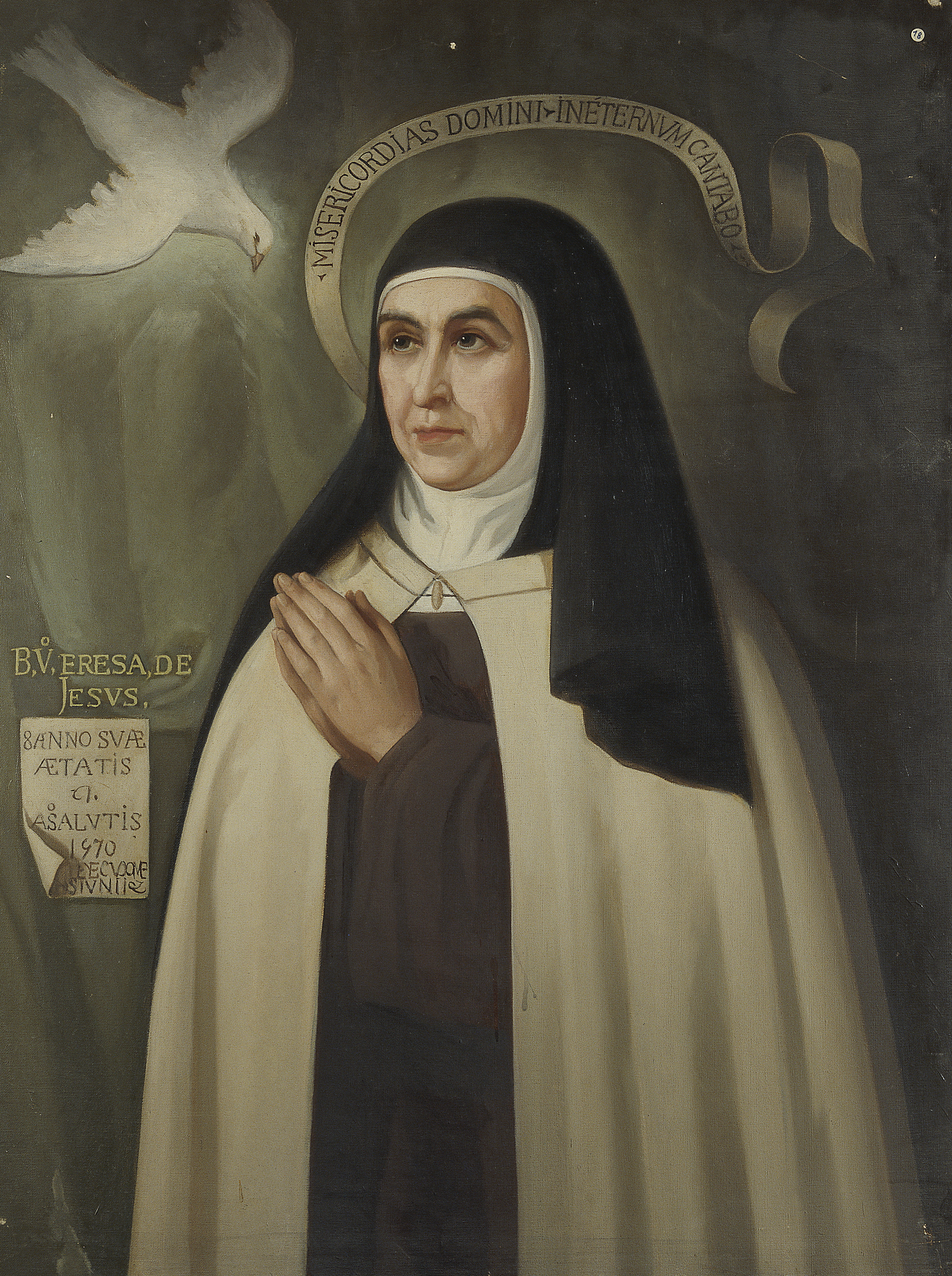
Teresa de Ávila

- 4: Francisco de Assis, Diácono e Frade, 1226
- 6: William Tyndale, Mártir da Fé, e Miles Coverdale, Mestre na Fé, século XVI
- 9: Dinis de Paris e seus confrades, Mártires da Fé, c.250
- 11: Filipe, Diácono e Evangelista
- 15: Teresa de Ávila, Madre, Mística e Mestre na Fé, 1582
- 16: Nicholas Ridley e Hugh Latimer, Bispos e Mártires da Fé, 1555
- 17: Inácio de Antioquia, Bispo e Mártir da Fé, c.115
- 18: Lucas, o Evangelista
- 23: Tiago de Jerusalém, Irmão de nosso Senhor Jesus Cristo e Mártir da Fé, c. 62
- 25: Crispim e Crispiniano, Missionários e Mártires da Fé, c. 287
- 28: Simão e Judas, Apóstolos
- 31: Dia da Reforma

## Novembro
- 1°: TODOS OS SANTOS E SANTAS
- 2: Memorial de Todas as Almas

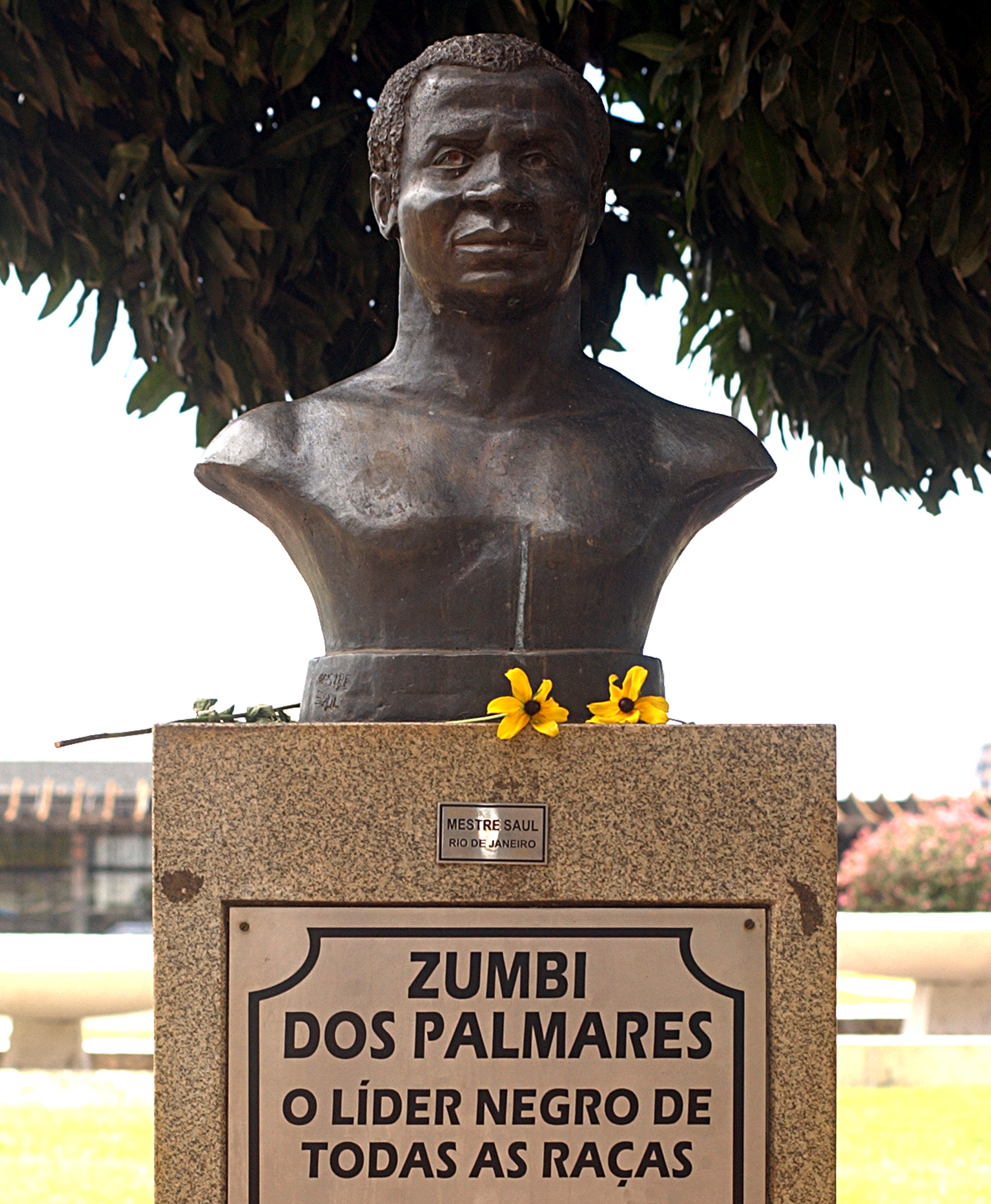
Zumbi dos Palmares

- 3: Richard Hooker, Sacerdote e Mestre na Fé, 1600
- 3: Martinho de Porres, Frade e Testemunha Profética, 1639
- 6: William Temple, Arcebispo de Cantuária e Mestre na Fé, 1944
- 8: Todos os Santos e Santas da Comunhão Anglicana
- 10: Alice Kinsolving, Sustentadora da Missão, 1944
- 11: Martinho de Tours, Monge e Bispo, c.397
- 13: Charles Simeon, Sacerdote, 1836
- 14: Samuel Seabury, Primeiro Bispo da Igreja Episcopal nos Estados Unidos e Testemunha Profética, 1796
- 16: Margarida da Escócia, Reformadora e Testemunha Profética, 1093
- 18: Hilda de Whitby, Abadessa, 680
- 19: Isabel da Hungria, Testemunha Profética, 1231
- 20: Zumbi dos Palmares, 1695
- 20: Dia da Consciência Negra
- 22: Cecília, Mártir da Fé, c. 280
- 22: C. S. Lewis, Mestre na Fé, 1963
- 23: Clemente de Roma, Bispo, c. 100
- 25: Catarina de Alexandria, Mártir da Fé, c.305
- 30: André, o Apóstolo

## Dezembro

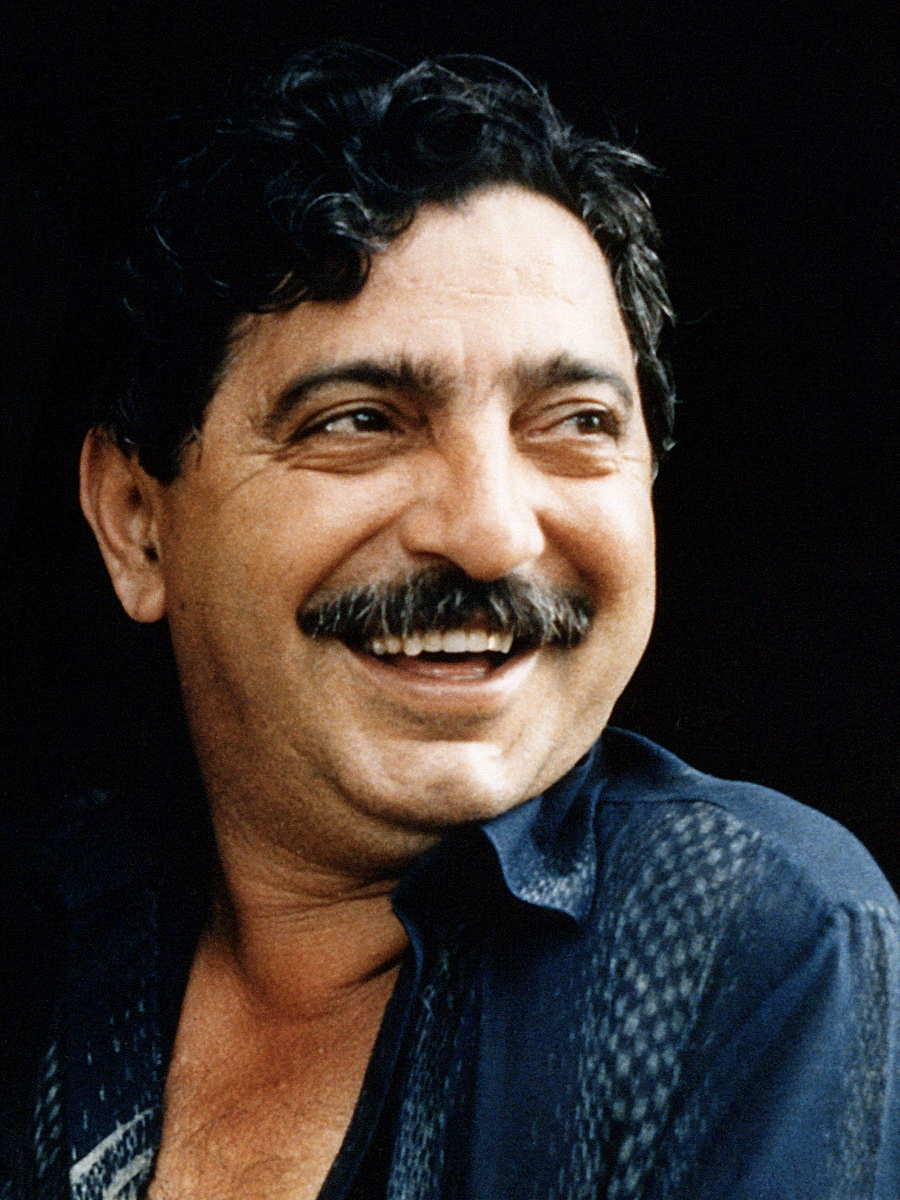
Chico Mendes

- 3: Francisco Xavier, Sacerdote e Missionário, 1552
- 4: João Damasceno, Religioso e Mestre na Fé, c.749
- 5: Clemente de Alexandria, Sacerdote e Mestre na Fé, c. 210
- 6: Nicolau, Bispo e Testemunha Profética, c.326
- 7: Ambrósio de Milão, Bispo e Mestre na Fé, 397
- 10: Karl Barth, Mestre na Fé, 1968
- 10: Thomas Merton, Monge e Místico, 1968
- 10: Dia Internacional dos Direitos Humanos
- 13: Luzia, Mártir da Fé, 304
- 14: João da Cruz, Monge, Místico e Mestre na Fé,1591
- 21: Tomé, o Apóstolo
- 22: Chico Mendes, Testemunha Profética, 1988
- 25: NATIVIDADE DE NOSSO SENHOR JESUS CRISTO
- 26: Estevão, Diácono e Mártir da Fé
- 27: João, Apóstolo e Evangelista
- 28: Santos Inocentes
- 29: Thomas Becket, Arcebispo de Cantuária e Mártir da Caridade, 1170
- 31: John Wycliffe, Reformador, 1384